# MUD1
Multi-User Dungeon, o MUD (chiamato comunemente MUD1 per distinguerlo dal suo seguito, MUD2 e dal genere MUD in generale) è un Multi user dungeon e uno dei primi esempi di mondo virtuale.

## Modalità di gioco
L'obiettivo del gioco era salire di livello fino a raggiungere il rango di mago (wizard). Per farlo occorreva accumulare punti scoprendo tesori, uccidendo mostri o altri giocatori (ottenendo in questo caso una percentuale del loro punteggio). Lo svolgimento di alcuni compiti e il raggiungimento di alcune ricompense richiedeva però la collaborazione di più giocatori: in questo modo il giocatore era spinto a soppesare i pro e i contro di ogni azione aggressiva. L'intero gioco si svolgeva tramite l'inserimento di stringhe di testo in reazione alle situazioni descritte, senza alcun elemento grafico sullo schermo. Il combattimento era gestito dal software sulla base del posizionamento relativo dei giocatori e delle armi di cui disponevano.
Una volta raggiunto il grado di mago il giocatore assumeva un ruolo simile a quello dei game masters, con possibilità di uccidere istantaneamente i giocatori quando infrangevano le regole, di aiutarli in determinate situazioni e, nel complesso, di arricchirne l'esperienza di gioco.

## Sviluppo

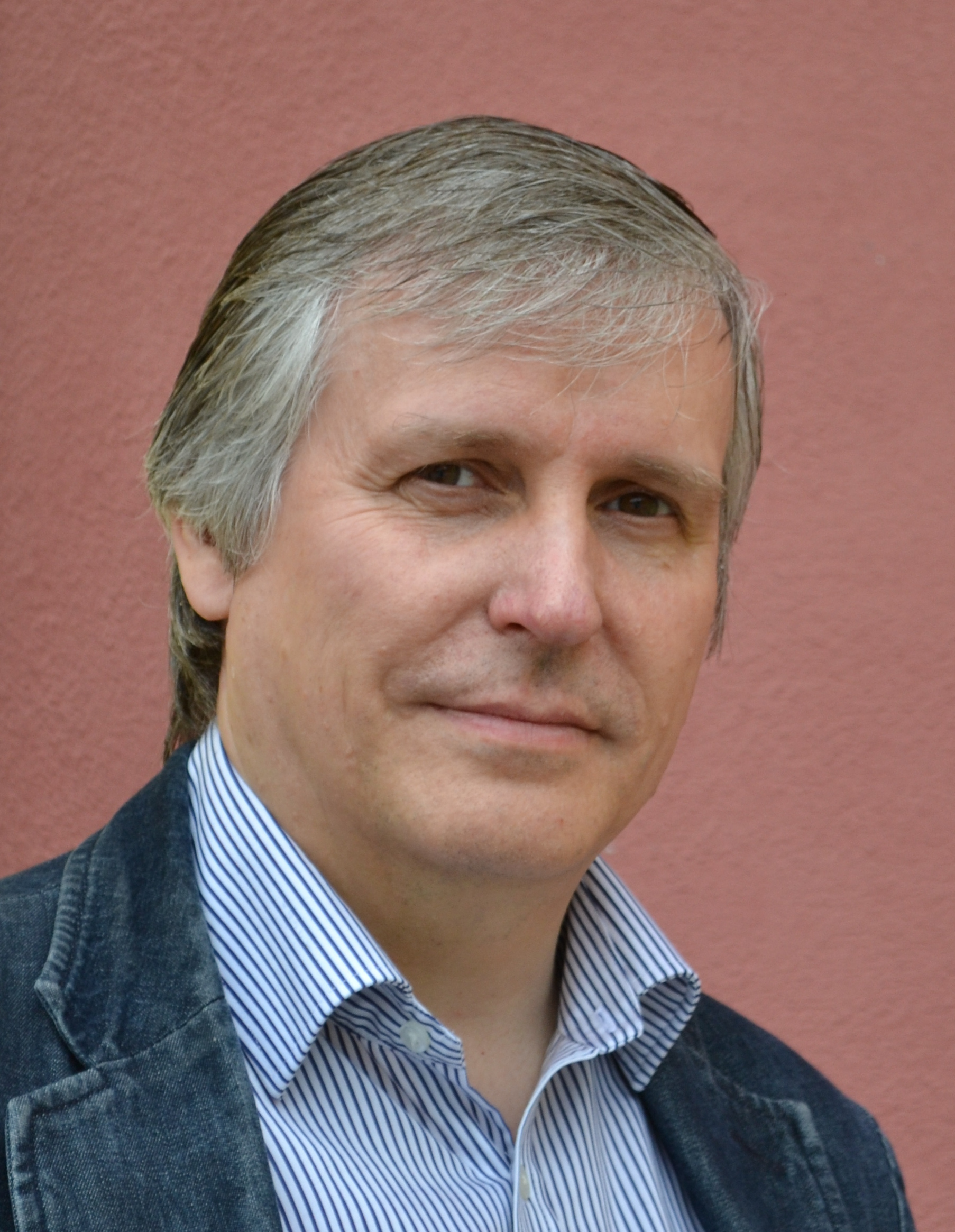
Richard Bartle nel 2011

MUD fu creato nel 1978 da Roy Trubshaw e Richard Bartle, studenti dell'Università dell'Essex su un computer PDP-10 della DEC. Trubshaw decise il nome Multi-User Dungeon ispirandosi alla modalità dungeon dell'avventura testuale Zork, della quale era un grande fan. Zork a sua volta era ispirato all'avventura testuale Colossal Cave Adventure.
MUD1 fu scritto nel domain-specific language MUDDL (Multi User Dungeon Definition Language). La prima versione fu scritta da Trubshaw e Bartle in BCPL, ma fu successivamente portata in C++ e usata in altri MUD come MIST.
Nel 1980, Roy Trubshaw creò la versione 3 di MUD in BCPL (il predecessore di C) per risparmiare memoria e rendere il programma più facile da mantenere. Il suo collega Richard Bartle contribuì a gran parte del database del gioco, introducendo molti del luoghi e dei puzzle che sono arrivati fino a oggi. Quello stesso anno, Trubshaw si laureò e passò la responsabilità del lavoro a Bartle, che proseguì lo sviluppo del gioco. Sempre lo stesso anno, l'Università dell'Essex collegò la sua rete interna ad ARPANET e MUD divenne il primo videogioco di ruolo multigiocatore online.
Nel 1983, l'Università permise l'accesso remoto ai suoi DEC-10 attraverso la rete di commutazione di pacchetto Packet Switch Stream, offerta da British Telecom, tra le 2 e le 7 di mattina. MUD divenne così popolare in tutto il mondo, e diverse riviste specializzate pubblicarono articoli sul nuovo trend.
Tra il 1984 e il 1987, MUD fu inviato a numerose università in giro per il mondo, ospitato di solito su computer DEC-20. Di queste però erano solo l'Università dell'Abertay Dundee e l'Università di Oslo a permettere l'accesso a chiunque. Durante lo stesso periodo, MUD fu supportato dal provider britannico Compunet, usato soprattutto da utenti di Commodore 64, finché nel 1987 Compunet abbandonò il supporto alle piattaforme DEC-10.
In quel periodo, Trubshaw e Bartle lavorarono con Multi-User Entertainment per creare la seconda generazione di MUD, chiamata MUD2. La nuova versione fu messa in circolazione nel 1985, inizialmente solo per gli utenti British Telecom.
Nel 1987, MUD ottenne una licenza da parte del provider statunitense CompuServe, che richiese a Bartle di chiudere la versione di MUD1 ancora installata presso l'Università dell'Essex, ormai nota come Essex MUD. L'account originale di MUD fu quindi eliminato nell'ottobre del 1987. Di conseguenza il gioco MIST, derivato da MUD, rimase l'unico Multi user dungeon presente nel network dell'università, finché il PDP-10 che lo supportava non fu dismesso nel 1991.
MUD1 continuò a operare con il nuovo titolo di British Legends fino agli ultimi mesi del 1999, quando CompuServe lo eliminò insieme ad altri software come parte dei lavori per prevenire il Millennium bug.
Nel 2000, l'architetto software Viktor Toth, ricercatore dell'Università Carleton, riscrisse il codice sorgente di MUD1 da BCPL a C++ e lo rese disponibile insieme a MUD2 sul sito British-legends.com.
Nel 2014, l'Università di Stanford ottenne il permesso dagli autori originali di pubblicare i progetti di MUD1.